# Гідратація мінералів
У неорганічній хімії гідратація мінералу — це реакція, яка додає воду до кристалічної структури мінералу, як правило, утворюючи новий мінерал, який зазвичай називають гідратом.
У геологічних термінах процес мінеральної гідратації відомий як ретроградна зміна і є процесом, що відбувається в ретроградному метаморфізмі. Гідратація зазвичай супроводжує метасоматоз і часто є ознакою зміни стінок навколо рудних тіл. Гідратація мінералів зазвичай відбувається разом з гідротермальною циркуляцією, яка може бути викликана тектонічною або магматичною активністю.

## Процеси
Є два основних способи гідратації мінералів. Один полягає в перетворенні оксиду на подвійний гідроксид, як у випадку гідратації оксиду кальцію —CaO — у гідроксид кальцію —Ca(OH)2, інший — у введенні молекул води безпосередньо в кристалічну структуру нового мінералу. Подальший процес проявляється в гідратації польових шпатів до глинистих мінералів, гранату до хлориту або кіаніту до мусковіту.
Мінеральна гідратація також є процесом у реголіті, який призводить до перетворення силікатних мінералів у глинисті мінерали.
Деякі мінеральні структури, наприклад, монтморилоніт, здатні включати змінну кількість води без істотних змін у структурі мінералу.
Гідратація — це механізм, за допомогою якого гідравлічні в'яжучі, такі як портландцемент, набувають міцності. Гідравлічна в'яжуча речовина — це матеріал, який може схоплюватися і тверднути під час занурення у воду шляхом утворення нерозчинних продуктів у реакції гідратації. Термін гідравлічність або гідравлічна активність вказує на хімічну спорідненість реакції гідратації.

## Приклади гідратованих мінералів
Приклади гідратованих мінералів включають:
- силікати (SiO4−
4, SiO
2):
  - філосилікати, глинисті мінерали «частіше зустрічаються на Землі як продукти вивітрювання гірських порід або в гідротермальних системах»[1]
    - хлорити 
    - мусковіт
- несилікатні мінерали:
  - оксиди (O2−
, Al
2O
3, Fe
2O
3, і т. д.) і оксо-гідроксиди
    - брусит, Mg(OH)2[1]
    - ґетит, FeO(OH)[1]

  - карбонати (CO2−
3, тощо)
    - гідромагнезит, Mg5(CO3)4(OH)2·4H2O[1]
    - глендоніт, нестабільна гексагидратна форма кальцієвого карбонату 

  - гідроксилізовані мінерали
    - сапоніт[1]
    - тальк[1]

  - Гідроксосульфіди (мішані сульфіди-гідроксиди)
    - точилініт, гідроксосульфід або гідратний сульфід залізу(II) і магнію з хімічною формулою: (Fe2+)5.4(Mg,Fe2+)5S6(OH)10[3] або 6 Fe0.9S · 5 (Mg,Fe2+)(OH)2[4][3] в нотації IMA
    - валеріїт, незвичайний мінерал — сульфід-гідроксид заліза(II) та міді з хімічною формулою (Fe2+,Cu)4(Mg,Al)3S4(OH,O)6[5] або 4 (Fe,Cu)S · 3 (Mg,Al)(OH)2[6]